# Chainsaw Man
Chainsaw Man (チ ェ ン ソ ー マ ン, Chensō Man, lit. "Homem-Motoserra") é um mangá japonês escrito e ilustrado por Tatsuki Fujimoto. A primeira parte foi publicada na revista Weekly Shonen Jump da editora Shueisha de dezembro de 2018 até dezembro de 2020, com seus capítulos coletados em vinte e um volumes. Uma segunda parte está sendo publicada em série na revista online Shōnen Jump + da Shueisha, desde 2022. Na América do Norte, o mangá é licenciado em inglês pela Viz Media para lançamento impresso e digital, e também é publicado pela Shueisha na plataforma online Manga Plus.
Em dezembro de 2020, anunciou-se uma adaptação da série de anime para televisão produzida pelo estúdio MAPPA, que estreou em 12 de outubro de 2022.
A música “KICK BACK”, tema da opening do anime, ultrapassou 100 milhões de visualizações em seis meses.
Em março de 2021, o mangá tinha mais de 9,3 milhões de cópias em circulação. Em 2021, o mangá ganhou o 66º Prêmio Shogakukan Manga na categoria shōnen. Chainsaw Man foi bem recebido pela crítica, que destacou sua narrativa, cenas violentas e humor negro.

## Sinopse
A história se passa num mundo onde os demônios nascem dos medos humanos. Embora sejam geralmente perigosos e malévolos, os humanos podem firmar contratos com demônios para usar uma parte de seu poder. Denji é um jovem deprimido que está tentando pagar a dívida de seu falecido pai com a yakuza vendendo vários de seus órgãos e trabalhando como caçador de demônios. Denji também possui um demônio cachorro chamado Pochita, que se assemelha a uma motosserra e auxilia Denji em seu trabalho. Denji é incumbido pela Yakuza de matar um demônio, mas descobre uma trama da yakuza para deixar o demônio matá-lo em troca de sua ajuda. Denji é morto e Pochita gravemente ferido, mas os dois já haviam feito um acordo que permite a Pochita fundir-se com Denji, revivendo-o como um híbrido humano-demônio com a habilidade de serra elétrica de Pochita. Denji mata o demônio que o matou e é abordado por uma equipe de caçadores de demônios do governo. Como agora se tornou parcialmente um demônio, um dos membros da equipe, Makima, convence Denji a tornar-se parte de sua organização de caçadores de demônios, para evitar ser caçado por eles.

## Personagens
Denji (デ ン ジ)
Um jovem (autoproclamado ter 16 anos) com cabelos loiros desalinhados. Ele tem olhos castanho-amarelados afiados com bolsas embaixo e dentes afiados combinando. Quando menino, herda a dívida de seu pai da yakuza após sua morte. Depois de conhecer o Demônio da Motoserra, Pochita, torna-se um Caçador de demônios para a yakuza numa tentativa de quitar sua dívida. Após a yakuza, que estava sob o controle do Demônio dos Zumbis, traí-lo, ele morre, e Pochita se torna seu coração, cumprindo um contrato com Denji - ao tornar-se seu coração, o garoto mostra a Pochita seus sonhos duma vida normal. Depois disso, pode-se transformar no híbrido demônio-humano conhecido como Chainsaw Man (ou Homem-Motosserra em português) puxando a corda em seu peito. Depois de conhecer Makima, torna-se um Caçador de Demônios da Segurança Pública para viver como um humano. Sua principal motivação é sua atração romântica e sexual por Makima.
Makima (マ キ マ)
Uma mulher misteriosa que parece ter por volta de vinte anos. É uma Caçadora de Demônios da Segurança Pública, que tomou Denji como seu animal de estimação humano. Makima é astuta, inteligente e manipuladora, controlando Denji tirando proveito de sua atração por ela com promessas dum relacionamento romântico e sexual, enquanto o ameaça de extermínio se ele lhe desobedecer, embora Denji realmente a ame, Makima é apenas cativada pelo Chainsaw Man no corpo de Denji, para ser mais preciso, em seu coração. Em grande parte da história, seus objetivos são desconhecidos e sua lealdade à humanidade é um tanto ambígua. Mais tarde, é revelada como o Demônio do Controle, que encarna o medo do controle e busca usar o poder do Chainsaw Man para criar um mundo sem sofrimento. Também revela-se que Makima foi o cérebro por trás dos infortúnios que aconteceram a Denji durante a série. Depois de ser morta por Denji, renasceu como uma criança chamada Nayuta (ナ ユ タ) , e colocada aos cuidados de Denji para que ele a possa criar para ser uma pessoa melhor do que ela era em sua vida passada.
Aki Hayakawa (早川 ア キ, Hayakawa Aki)
Um Caçador de Demônios de Segurança Pública, trabalhando sob o esquadrão especial da Divisão 4 de Makima. Tem um contrato com o Demônio da Maldição e o Demônio do Futuro, permitindo-lhe usar um poderoso espadim em troca de sua vida e ver alguns segundos no futuro. Tivera um contrato anterior com o Demônio da Raposa, permitindo-lhe evocar sua cabeça gigante por partes de seu corpo. Aki é geralmente uma pessoa muito estoica, agindo de forma madura e confiável quando está com seus companheiros caçadores de demônios, mas é bastante emotivo e compassivo, extravasando seus sentimentos quando está sozinho. Apesar de seus confrontos com eles, realmente se preocupa com Denji e Power vendo-os como amigos queridos, e está disposto a sacrificar-se por eles. É morto enquanto protegia Makima e estava possuído pelo Demônio das Armas de Fogo, tornando-se assim o Infernal das Armas de Fogo, que Denji é forçado a matar. Mais tarde, é revelado que Makima planejava matá-lo como parte de seu plano para destruir a vida de Denji.
Power (パ ワ ー, Pawā)
Uma infernal de sangue e uma Caçadora de Demônios da Segurança Pública que faz parte do esquadrão especial de Makima. Power parece uma jovem com cabelos loiros que desce até o meio das costas. Como um demônio, tem chifres vermelhos claros projetando-se do topo de sua cabeça. Adora violência e é infantil, gananciosa, quase totalmente automotivada e disposta a prejudicar os outros para sua própria satisfação. Power preocupa -se profundamente com seu gato, Miauzinho, em um ponto disposto a sacrificar a vida de Denji para salvá-lo do Demônio do Morcego. Ela preocupa-se profundamente com Denji e Aki, seus primeiros amigos verdadeiros. Mais tarde, é morta por Makima na frente de Denji, como parte de seu plano para acabar com Denji, dando-lhe felicidade e, em seguida, tirando-lhe. A Power revive como o Demônio de Sangue do sangue de Denji, mas é mortalmente ferida por Makima novamente. Antes que ela morra, Power faz um contrato com Denji - em troca de seu sangue, pede a Denji para encontrar o Demônio de Sangue renascido e transformá-la de volta em Power para que possam ser amigos novamente.

### Caçadores de demônios de segurança pública
Kishibe (岸 辺)
O mais forte caçador de demônios da organização. Mais velho do que a maioria dos outros caçadores, tem cicatrizes e é cínico. Treina Denji e Power, e foi parceiro de Quanxi em sua juventude. Planeja se rebelar secretamente contra Makima.
Himeno (姫 野)
A primeira parceira de Aki. Usa um tapa-olho e é parceira do Demônio do Fantasma, permitindo-lhe usar o braço invisível da entidade em qualquer lugar. É morta pelo Demônio da Cobra de Sawatari enquanto tentava derrotar o Homem-Katana.
Kobeni Higashiyama (東山 コ ベ ニ, Higashiyama Kobeni)
Uma jovem com um contrato não identificado que era uma Caçadora de Demônios de Segurança Pública que começou como uma nova recruta trabalhando no esquadrão experimental de Makima. Apesar de sua atitude tímida e covarde, é habilidosa e talentosa - seus reflexos e furtividade são incomparáveis quando está motivada.

### Demônios / Demônios da Segurança Pública
Demônio dos Anjos (天使 の 悪 魔, Tenshi no Akuma)
Um demônio humanoide personificando o medo dos anjos. Parecendo um jovem andrógino enigmático, não tem alguma malquerença particular contra os humanos, mas gosta de vê-los sofrer. Associou-se a Aki após a morte de Himeno e é considerado o segundo mais forte agente de Segurança Pública, mas sua preguiça o impede.
Beam (ビ ー ム, Bīmu)
O Infernal do Tubarão é descontroladamente entusiasmado e instável, que pode "nadar" através de quase tudo e transformar-se em uma forma mais monstruosa de tubarão. Ele é grande amigo de Denji, a quem ele adora. Mais tarde, sacrifica-se para reviver Denji durante a batalha com o Demônio das Trevas no Inferno.

### Caçadores de Demônio do Setor Privado
Quanxi (ク ァ ン シ, Kuanshi)
Uma caçadora de demônios chinesa e uma das assassinas enviadas para levar o coração de Denji. Ela é lésbica e está num relacionamento poliamoroso com quatro Demônios femininos. É uma híbrida com um demônio sem nome que lhe dá o poder de bestas. Segundo Santa Claus, ela é a "primeira caçadora de demônios". É decapitada por Makima, mas depois ressurreta por essa junto com Reze e Katana Man para lutar contra o Chainsaw Man, transformado no Demônio Besta.
Santa Claus (サ ン タ ク ロ ー ス, Santa Kurōsu)
Um dos assassinos enviados atrás de Denji. Apresentado como um idoso alemão contraído com o Demônio do Inferno, é revelado mais tarde que Santa Claus são várias pessoas, o corpo real sendo uma mulher russa referida como "mestra" por seu aluno Tolka, para quem ela também se transforma em um corpo seu. A mestre tem um contrato com o Demônio Boneca, e ela tem a habilidade de transformar as pessoas em bonecas sob seu controle, que passam a fazer parte da colmeia de Santa Claus. Ela encena um plano para enviar Denji e vários caçadores para o Inferno como sacrifícios ao Demônio das Trevas em troca de poder para matar Makima. Ganha esse poder, mas é derrotada por Denji em chamas.

### Demônios e híbridos
Pochita (ポ チ タ)
O Demônio da Motoserra que se fundiu com Denji e era originalmente o próprio Chainsaw Man antes de conhecê-lo. Tem a capacidade de comer um demônio e apagar sua existência, tornando-o "o demônio que os demônios mais temem". Aparece pela primeira vez em sua forma de cão, na verdade seu estado enfraquecido depois duma luta com os quatro cavaleiros e demônios-pistolas. Sua verdadeira forma demoníaca é uma versão grande e mais escura da forma híbrida de Denji com quatro braços.
Katana Man / Samurai Sword (サ ム ラ イ ソ ー ド, Samurai Sōdo)
O neto do chefe da yakuza que mandou matar Denji e Pochita e um agente do Demônio das Armas de Fogo. Como Denji, é um híbrido humano-demônio com o coração do Demônio da Katana, capaz de transformar-se em sua forma híbrida removendo sua mão, faz com que uma catana surja do toco. Seu nome verdadeiro é desconhecido até então.
Reze (レ ゼ)
Uma garota apaixonada por Denji que trabalha em um café. Mais tarde, revela-se como uma híbrida com o Demônio-Bomba, capaz de transformar-se puxando um pino de granada em seu pescoço, que ela esconde com uma gargantilha, e um espião soviético enviado para matar Denji. Em seu caminho para aparentemente reconciliar-se com Denji após sua luta e sua fuga, é assassinada pelo Demônio dos Anjos sob o controle de Makima.
Demônio das Armas de Fogo (銃 の 悪 魔, Jū no Akuma)
Um dos demônios mais poderosos e temidos que existem. Treze anos antes de a história começar, um tiroteio em massa e um ataque terrorista ocorreram nos Estados Unidos, fazendo com que o Demônio das Armas de Fogo nascesse do medo de armas. Atacou o mundo, matando 1,2 milhão de pessoas em menos de cinco minutos antes de desaparecer. Mais tarde, revela-se que os governos de vários países firmaram contratos com o Demônio das Armas de Fogo, e o presidente dos Estados Unidos o convoca para matar Makima. Essa o derrota, mas ele mata Aki e o possui, transformando-o no Infernal das Armas de Fogo. Mais tarde, morre nas mãos de Denji.
Demônio da Escuridão (闇 の 悪 魔, Yami no Akuma)
Um demônio incomensuravelmente poderoso representando o medo primordial da escuridão, residindo no Inferno.

## Produção
Apesar da violência e do humor negro da série, Fujimoto sempre quis serializar no Weekly Shōnen Jump, mas tinha a sensação de que seu trabalho seria "enterrado" se tivesse feito um "mangá parecido com o Jump", então ele tentou reter muito de sua individualidade como criador, ao mesmo tempo em que faz com que apenas a estrutura e os personagens pareçam pulos. Fujimoto também disse que, apesar do sucesso na revista, queria escrever a segunda parte da série no Shōnen Jump + porque desejava fazer uma série completamente diferente da primeira parte. De acordo com ele, não há muita diferença em trabalhar entre o Weekly Shōnen Jump e o Shōnen Jump +, explicando que algumas representações foram interrompidas durante a fase de rascunho, mas teve permissão para fazer o que quisesse em relação à lógica da história.
Fujimoto disse que se inspirou em vários trabalhos. Durante a serialização de Chainsaw Man , Fujimoto disse que estava muito ocupado, mas assistiu a tantas coisas novas quanto pôde e tomou emprestados vários elementos do que viu.  Ele descreveu a série como uma " FLCL perversa " e "pop Abara" Fujimoto tinha vários elementos da série planejados desde o início, enquanto outras coisas foram adicionadas à medida que avançava. Segundo ele, não tinha planos específicos para trazer recompensas às palavras e coisas que soavam significativas e que pareciam "fora de lugar", acrescentando que deixou várias coisas vagas a fim de tornar a segunda parte da série mais fácil de se fazer.
Em relação à adaptação do anime da série, Fujimoto disse que conversou com as pessoas que a manuseiam e que se sentiu confortável em deixar-lhes coisas.  Quando a série de anime foi oficialmente anunciada, Fujimoto comentou: " Chainsaw Man é como um imitador de Dorohedoro e Jujutsu Kaisen , e o estúdio de Dorohedoro e Jujutsu Kaisen irá produzir seu anime!? Não tenho nada a dizer! Por favor, faça-o!!"

## Mídia

### Mangás
Chainsaw Man foi escrito e ilustrado por Tatsuki Fujimoto . A primeira parte da série, "Public Safety arc" (公安 編, Kōan-hen ) , foi publicada na revista Shueisha 's Weekly Shōnen Jump de 3 de dezembro de 2018 a 14 de dezembro de 2020. A Shueisha coligiu seus capítulos em vinte e um volumes tankōbon individuais, lançados de 4 de março de 2019 a 4 de julho de 2025.
A Panini começou a lançar boxes completos do mangá em julho de 2023. O box conta com toda a primeira parte do mangá, do volume 1 ao volume 11.

#### Lista de Volumes
| N.º | Japonês               | Japonês           | Português              | Português         |
| N.º | Data de lançamento    | ISBN              | Data de lançamento     | ISBN              |
| --- | --------------------- | ----------------- | ---------------------- | ----------------- |
| 1   | 4 de março de 2019    | 978-4-08-881780-4 | 26 de março de 2021    | 978-65-551-2733-1 |
| 2   | 2 de maio de 2019     | 978-4-08-881831-3 | 21 de maio de 2021     | 978-65-596-0080-9 |
| 3   | 2 de agosto de 2019   | 978-4-08-882016-3 | 02 de julho de 2021    | 978-65-598-2261-4 |
| 4   | 4 de outubro de 2019  | 978-4-08-882075-0 | 10 de setembro de 2021 | 978-65-598-2032-0 |
| 5   | 4 de janeiro de 2020  | 978-4-08-882171-9 | 26 de novembro de 2021 | 978-65-596-0817-1 |
| 6   | 4 de março de 2020    | 978-4-08-882224-2 | 28 de janeiro de 2022  | 978-65-596-0619-1 |
| 7   | 4 de junho de 2020    | 978-4-08-882328-7 | 25 de abril de 2022    | 978-65-596-0485-2 |
| 8   | 4 de agosto de 2020   | 978-4-08-882376-8 | 27 de maio de 2022     | 978-65-596-0238-4 |
| 9   | 4 de novembro de 2020 | 978-4-08-882470-3 | 26 de agosto de 2022   | 978-65-259-0251-7 |
| 10  | 4 de janeiro de 2021  | 978-4-08-882527-4 | 28 de outubro de 2022  | 978-65-5982-847-0 |
| 11  | 4 de março de 2021    | 978-4-08-882576-2 | 23 de dezembro de 2022 | 978-65-5982-581-3 |
| 12  | 4 de outubro de 2022  | 978-4-08-883271-5 | 23 de junho de 2023    | 978-65-259-0974-5 |
| 13  | 4 de janeiro de 2023  | 978-4-08-883316-3 | 25 de agosto de 2023   | 978-65-259-0767-3 |
| 14  | 4 de abril de 2023    | 978-4-08-883464-1 | 6 de outubro de 2023   | 978-65-259-0524-2 |
| 15  | 4 de agosto de 2023   | 978-4-08-883598-3 | 12 de janeiro de 2024  | 978-65-259-2172-3 |
| 16  | 4 de dezembro de 2023 | 978-4-08-883701-7 | 24 de junho de 2024    | 978-65-259-1623-1 |
| 17  | 4 de abril de 2024    | 978-4-08-884035-2 | 4 de outubro de 2024   | 978-65-259-3030-5 |
| 18  | 2 de agosto de 2024   | 978-4-08-884155-7 | 6 de março de 2025     | 978-65-259-2614-8 |
| 19  | 4 de dezembro de 2024 | 978-4-08-884313-1 | 21 de maio de 2025     | 978-65-259-3694-9 |
| 20  | 4 de abril de 2025    | 978-4-08-884471-8 | —                      | —                 |
| 21  | 4 de julho de 2025    | 978-4-08-884593-7 | —                      | —                 |
| 22  | 4 de setembro de 2025 | 978-4-08-884669-9 | —                      | —                 |

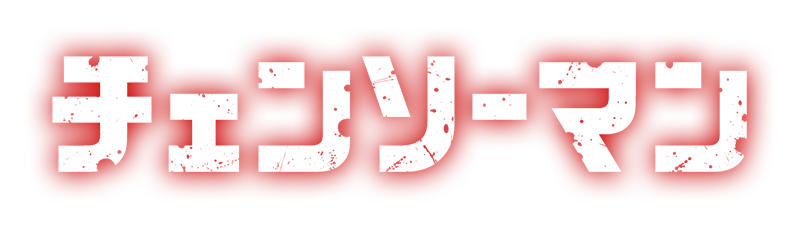
Logotipo japonês da série

Na América do Norte, a Viz Media publicou os três primeiros capítulos na revista digital Weekly Shonen Jump para sua iniciativa "Jump Start". Os capítulos foram então publicados na plataforma digital Shonen Jump após o cancelamento do Weekly Shonen Jump.  Shueisha também publicou simultaneamente em inglês a série no aplicativo e no site Manga Plus a partir de janeiro de 2019. Em fevereiro de 2020, a Viz Media anunciou o lançamento digital e impresso do mangá.  A Viz Media postou um trailer oficial do mangá, apresentando vocais de ópera de alta octanagem como trilha sonora. O primeiro volume foi lançado em 6 de outubro de 2020.
O mangá também é licenciado na França pela Kazé, na Itália, México e Brasil pela Panini, na Espanha pela Norma Editorial, em Portugual pela Devir, na Tailândia pela Siam Inter Comics, na Polônia por Waneko, na Alemanha por Egmont Manga, na Argentina por Editorial Ivrea e em Taiwan por Tong Li Publishing .
Em 14 de dezembro de 2020, após a conclusão da série na Weekly Shōnen Jump , uma segunda parte foi anunciada para começar na revista online Shōnen Jump + da Shueisha. Em 19 de dezembro de 2020, foi anunciado que a segunda parte, "Arco escolar" (学校 編, Gakkō-hen ), apresentaria Denji indo para a escola.

### Anime
Em 14 de dezembro de 2020, anunciou-se que o mangá receberá uma adaptação do anime para televisão produzida pelo MAPPA. Houve uma apresentação de palco na Jump Festa '21 , como parte da série Jump Studio de apresentações de palco que foram realizadas online em 19-20 de dezembro de 2020.  O primeiro trailer da série de anime foi exibido no evento "MAPPA Stage 2021 - 10th Anniversary", que foi realizado em 27 de junho de 2021, o anime estreou em 12 de outubro de 2022.
No Brasil e Portugal a animação é transmitida simultaneamente e licenciada pela Crunchyroll, em todo o mundo, exceto os países da Ásia. A Medialink licenciou a animação na região sul e sudeste da Ásia. No dia 1º de novembro de 2022 o anime recebeu a dublagem para português brasileiro com quatro semanas de diferença da versão original.

#### Músicas
A trilha sonora da série é composta por Kensuke Ushio. Eis o tema de abertura:
- "KICK BACK" – Kenshi Yonezu (eps. 1 ~ 12)

Eis os temas de encerramento:
- "CHAINSAW BLOOD" – Vaundy (ep. 1)
- Time Left (残機, Zanki) – ZUTOMAYO (ep. 2)
- 刃渡り2億センチ (HAWATARI NIOKU CENTI) – MAXIMUM THE HORMONE (ep. 3)
- 錠剤 (Jōzai) – TOOBOE (ep. 4)
- インザバックルーム (In the Back Room) – syudou (ep. 5)
- 大脳的なランデブー (Dainō-tekina Rendezvous) – Kanaria (ep. 6)
- ちゅ、多様性。 (Chu, Tayōsei.) – ano (ep. 7)
- "first death"– TK from Ling tosite sigure (ep. 8)
- "Deep down" – Aimer (ep. 9)

- "DOGLAND" – PEOPLE 1 (ep. 10)
- バイオレンス (VIOLENCE) – Queen Bee (ep. 11)
- ファイトソング (Fight Song) – Eve (ep. 12)

### Outras mídias
A Good Smile Company lançará figuras Nendoroid baseadas nos personagens Chainsaw Man a partir de outubro de 2021, incluindo Denji, Pochita e Power.

### Mangá
- Site oficial (em japonês)
- «Chainsaw Man». na editora Panini
- «Chainsaw Man» (em inglês). no Manga Plus
- «『チェンソーマン【公式】"@CHAINSAWMAN_PR"» (em japonês). twitter oficial (mangá)
- Chainsaw Man (mangá) na enciclopédia do Anime News Network (em inglês)

### Anime
- Site oficial do anime (em japonês)
- Chainsaw Man (anime) na enciclopédia do Anime News Network (em inglês)
- «Chainsaw Man Brasil "@ChainsawMan_PT"». twitter oficial (anime) em português

#### Streaming
- «Chainsaw Man». na Crunchyroll
- «Chainsaw Man». na Netflix